# ویلیام چمبرز (معمار)
 ویلیام چمبرز (انگلیسی: William Chambers؛ ۲۳ فوریهٔ ۱۷۲۳ – ۱۰ مارس ۱۷۹۶) یک معمار اهل بریتانیا بود.

## نگارخانه

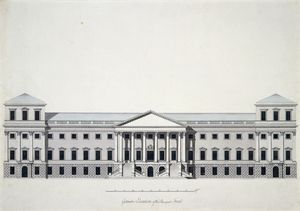
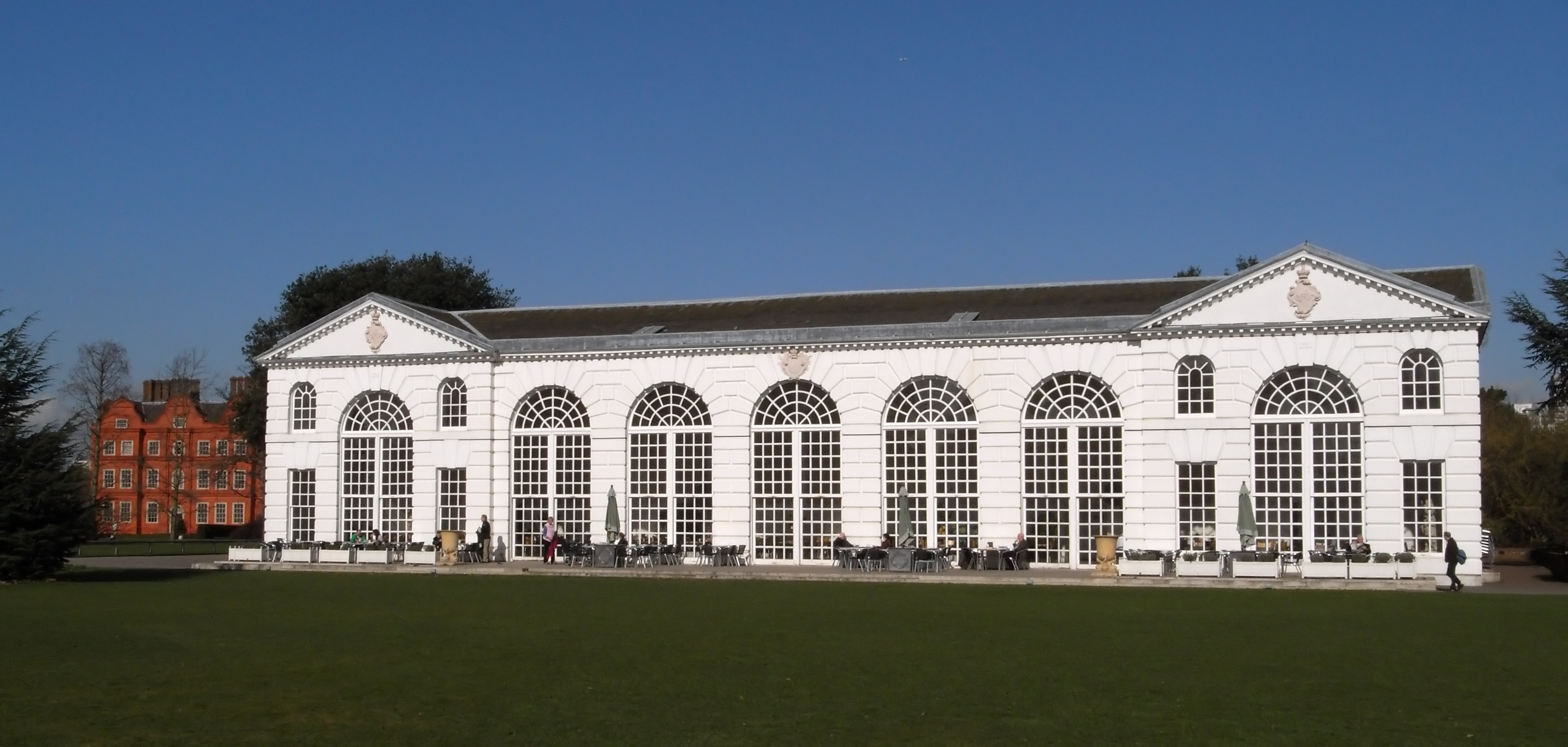
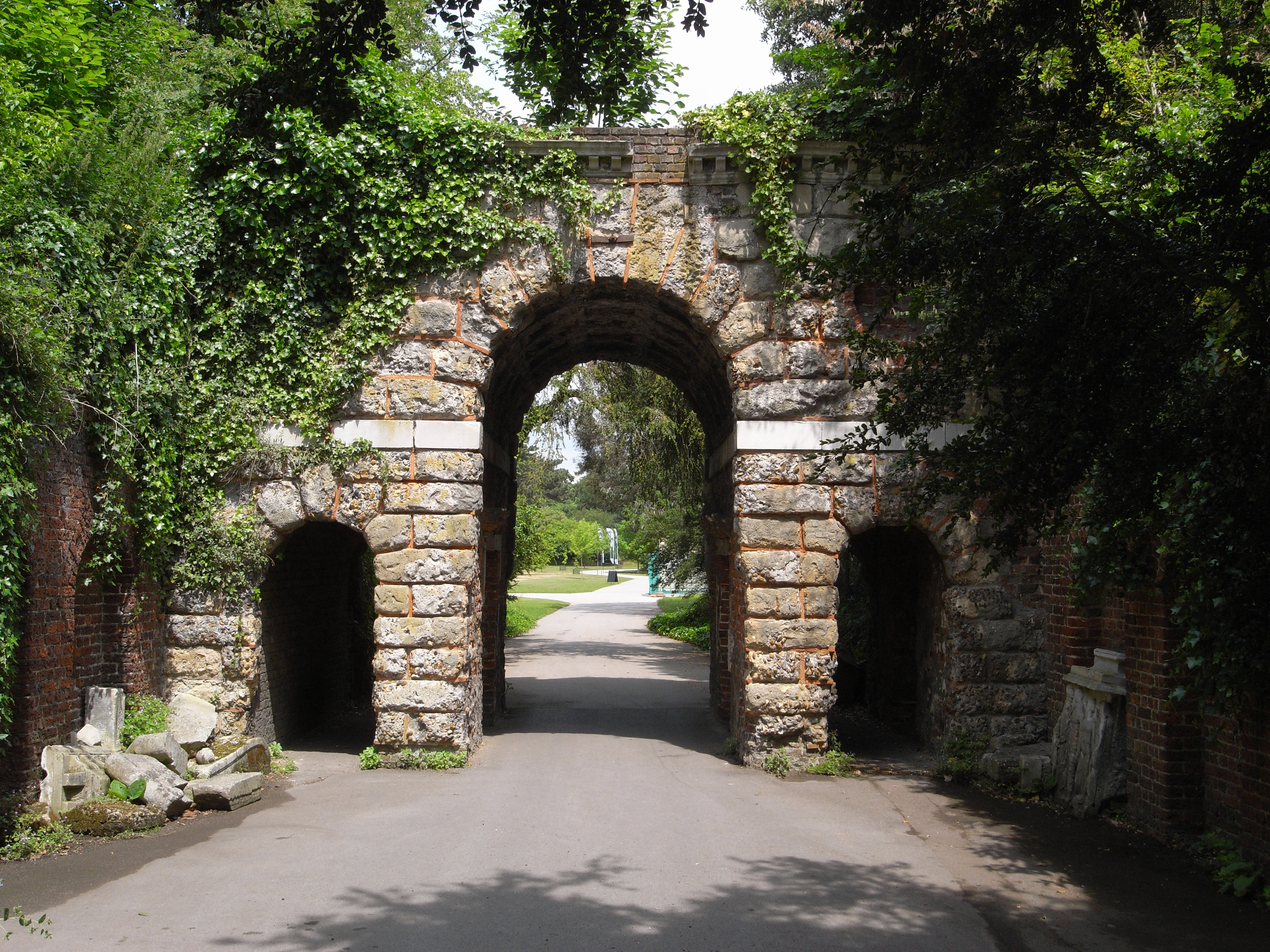
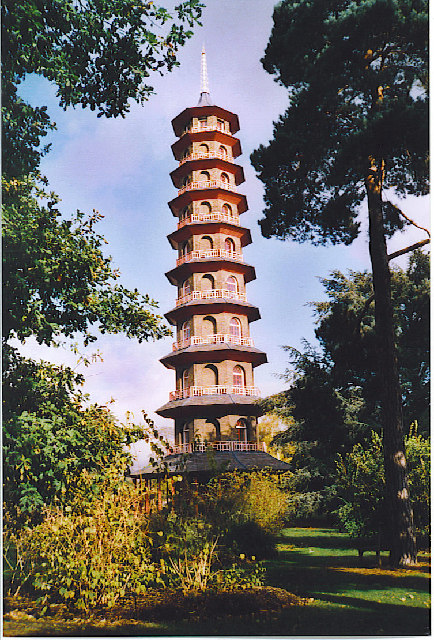
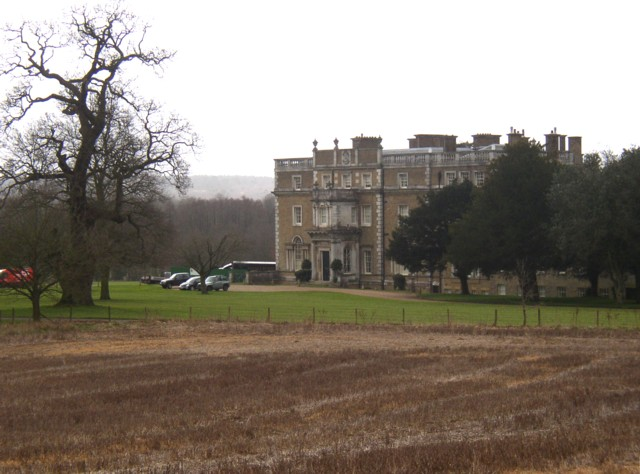
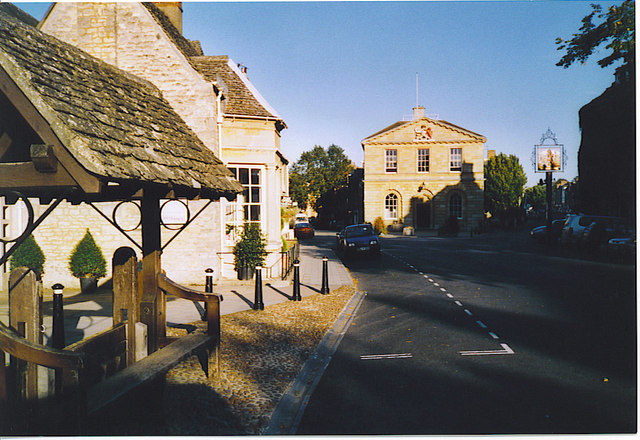
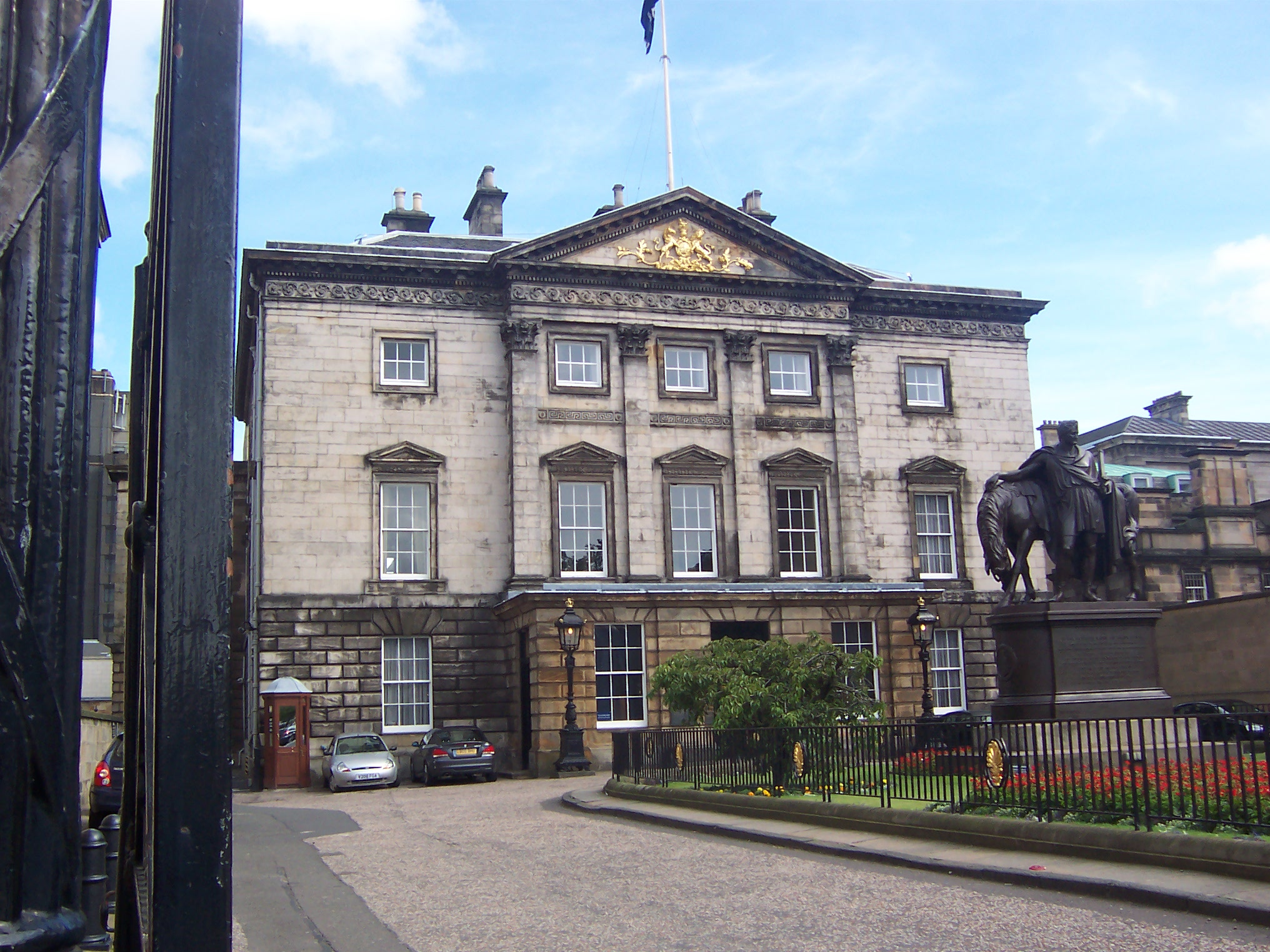
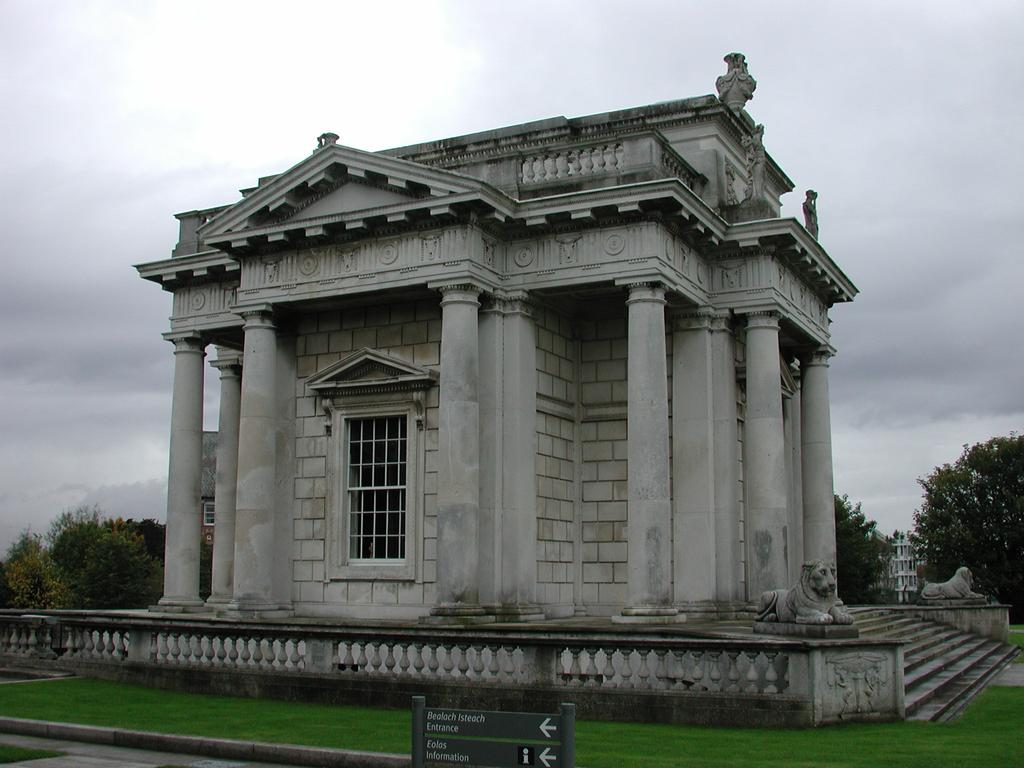
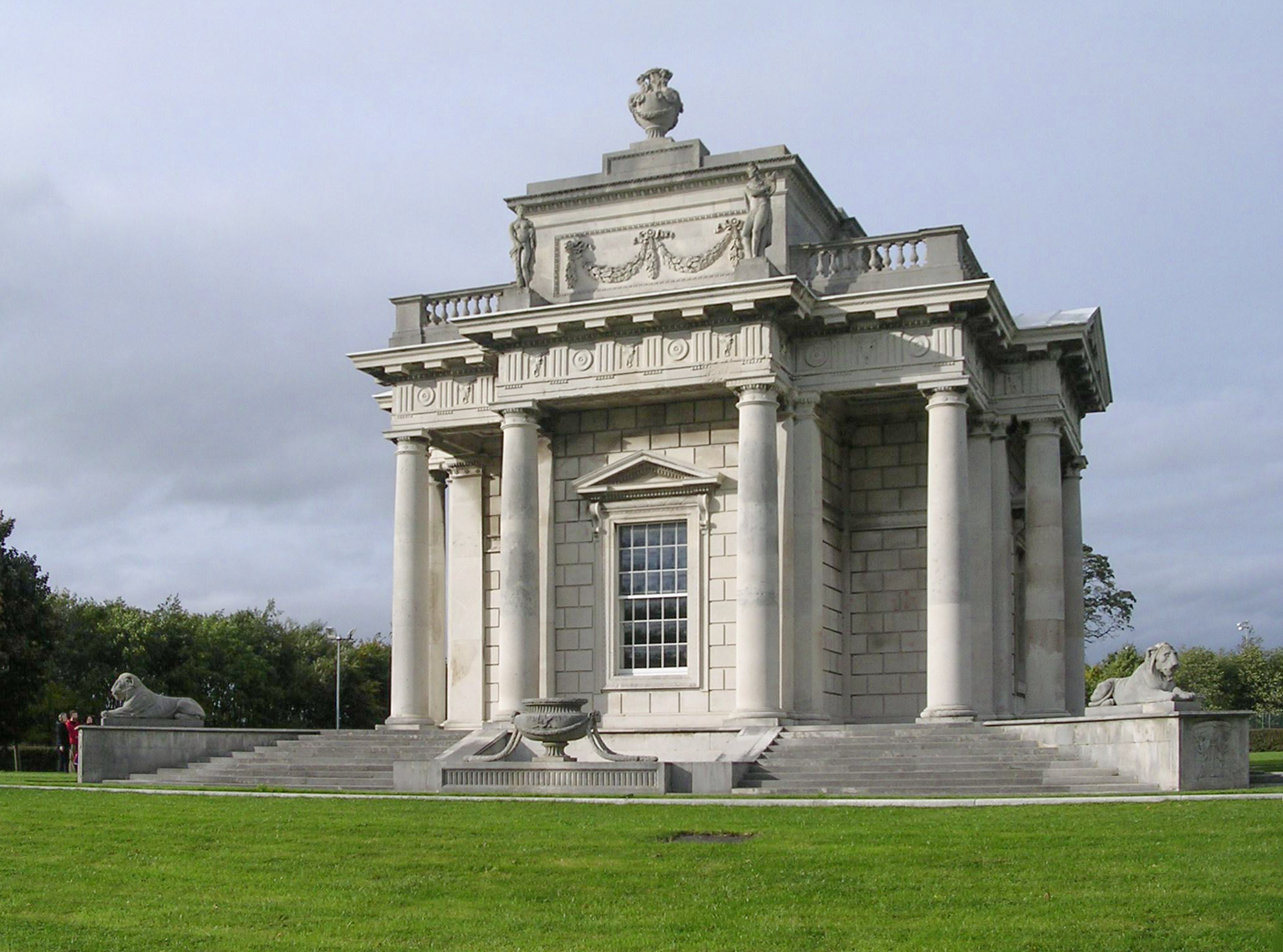
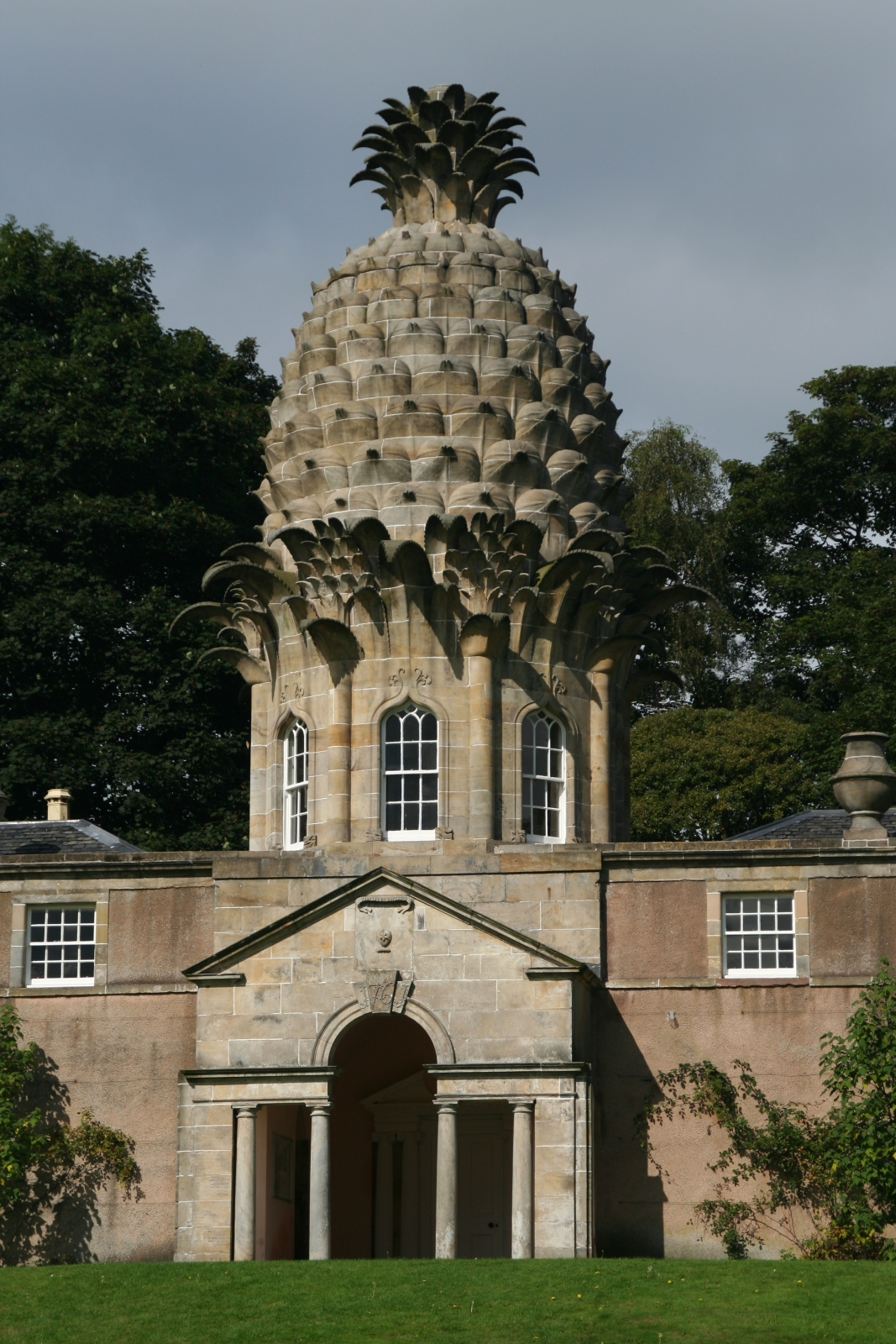
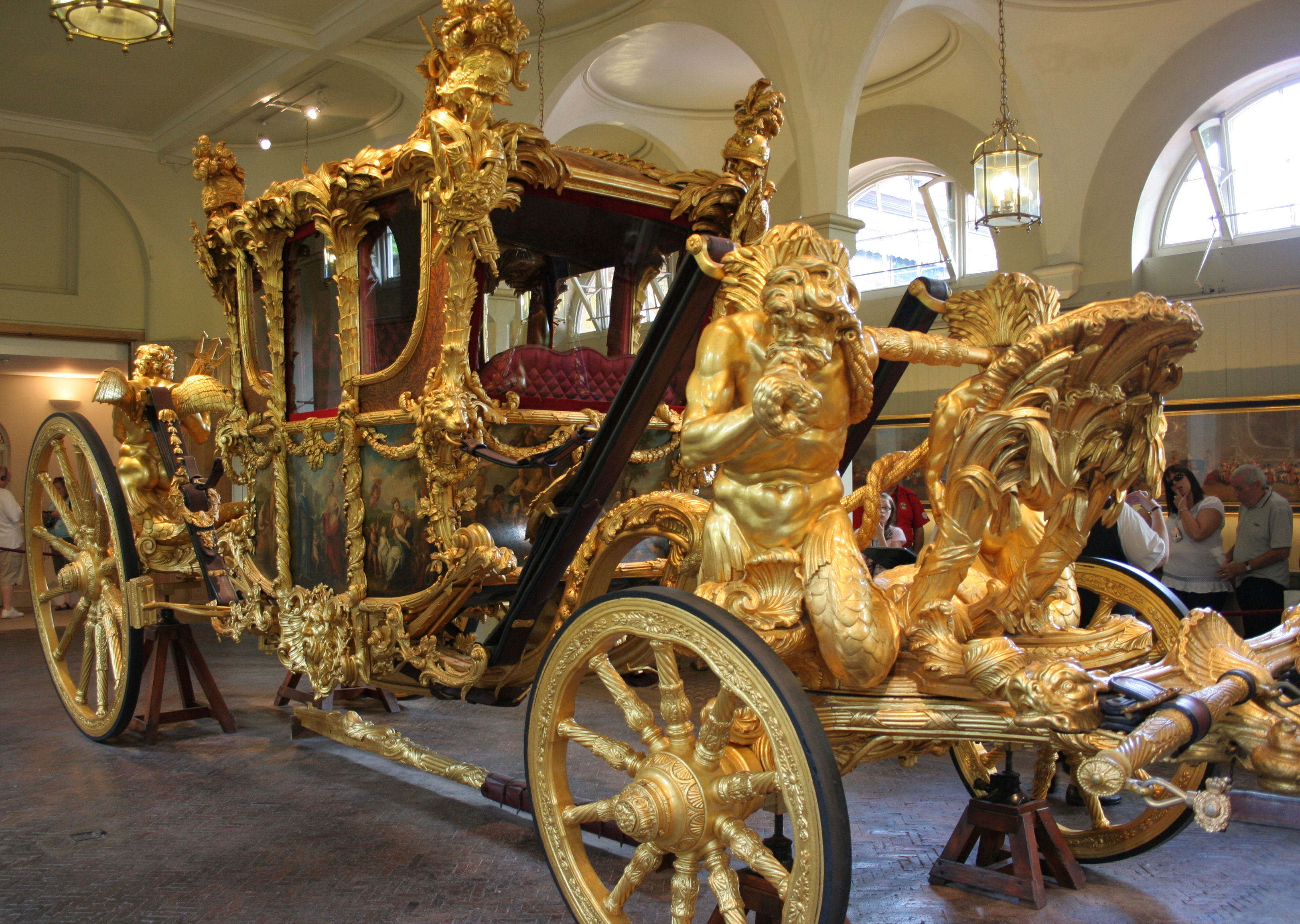
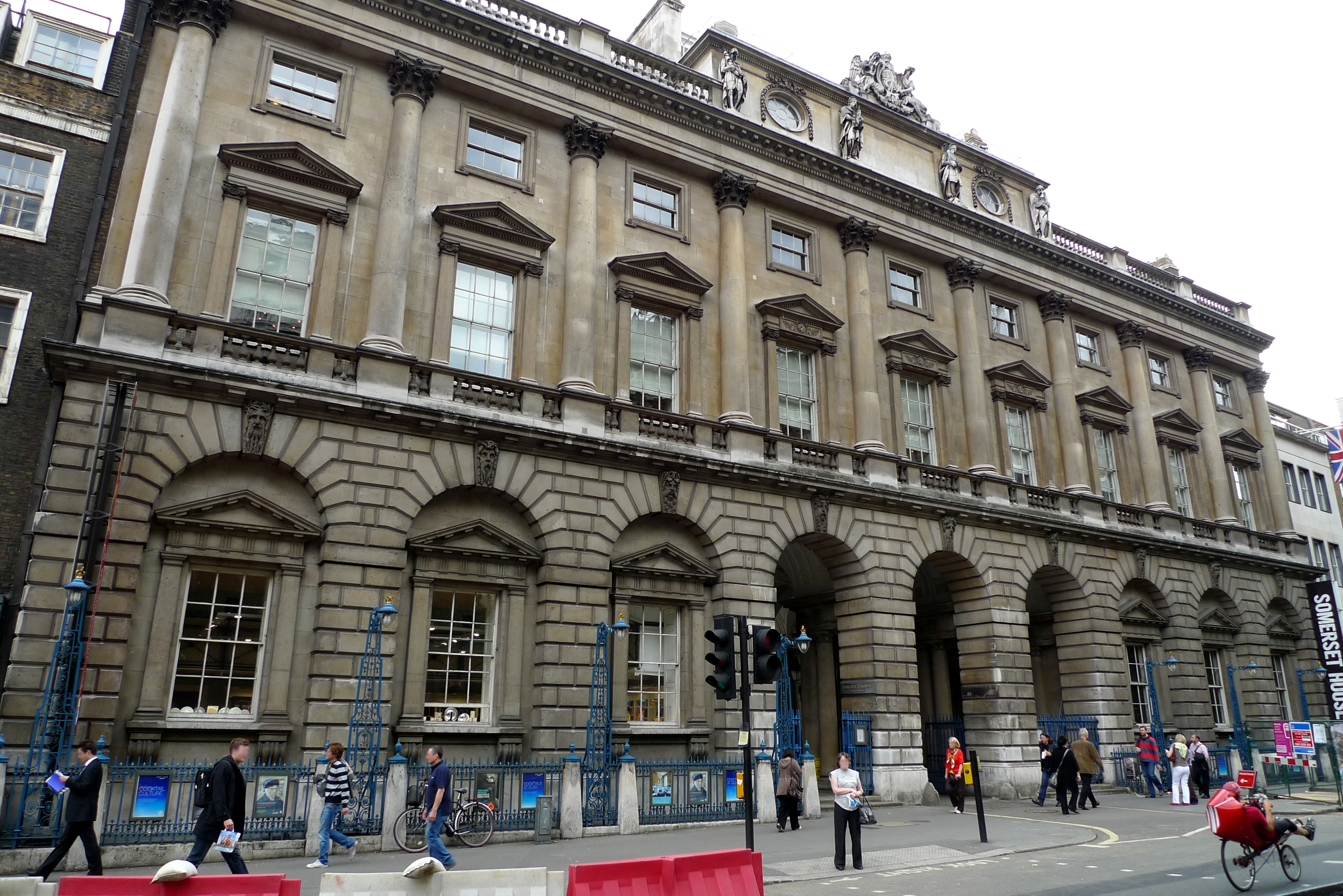
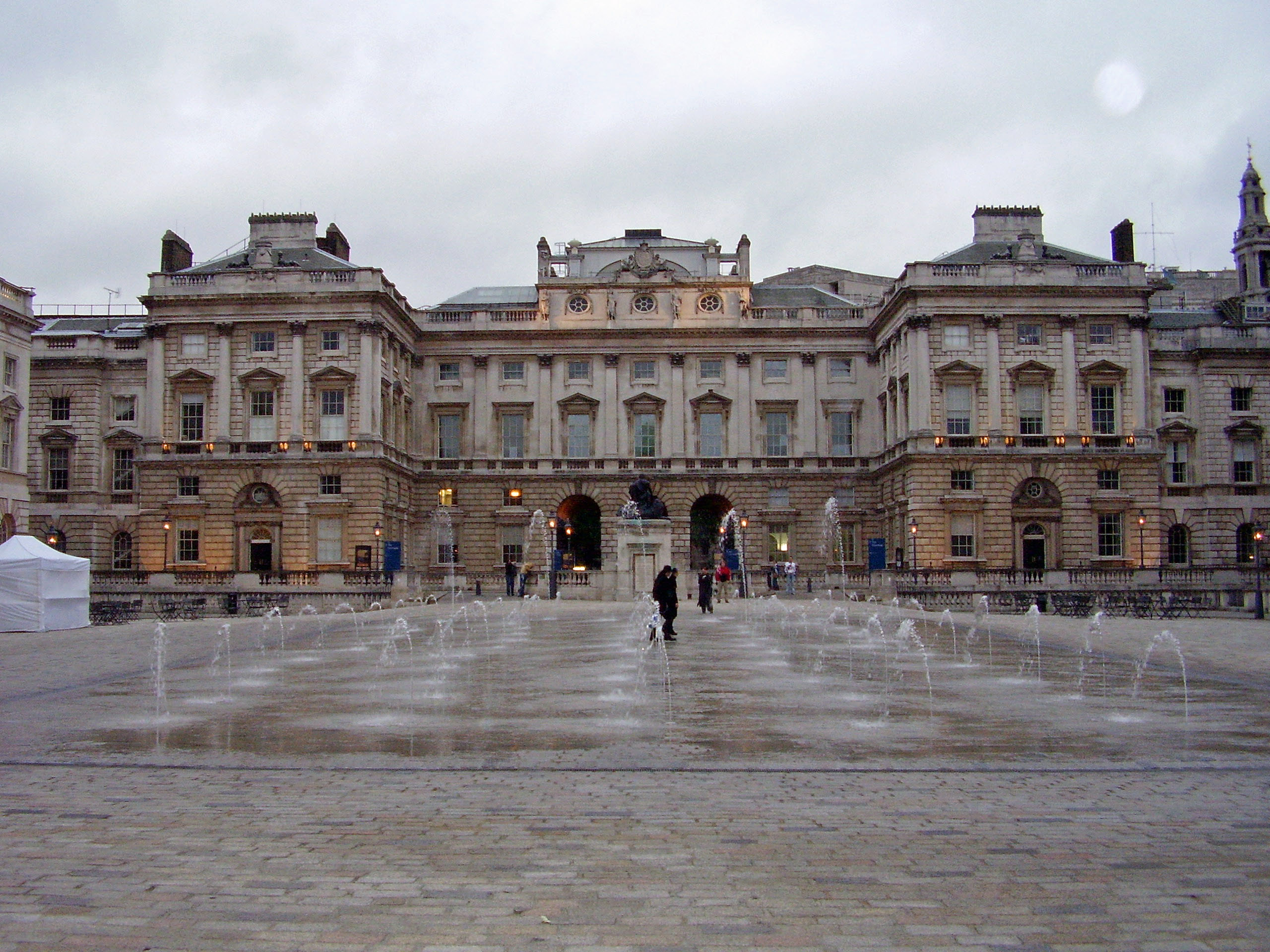
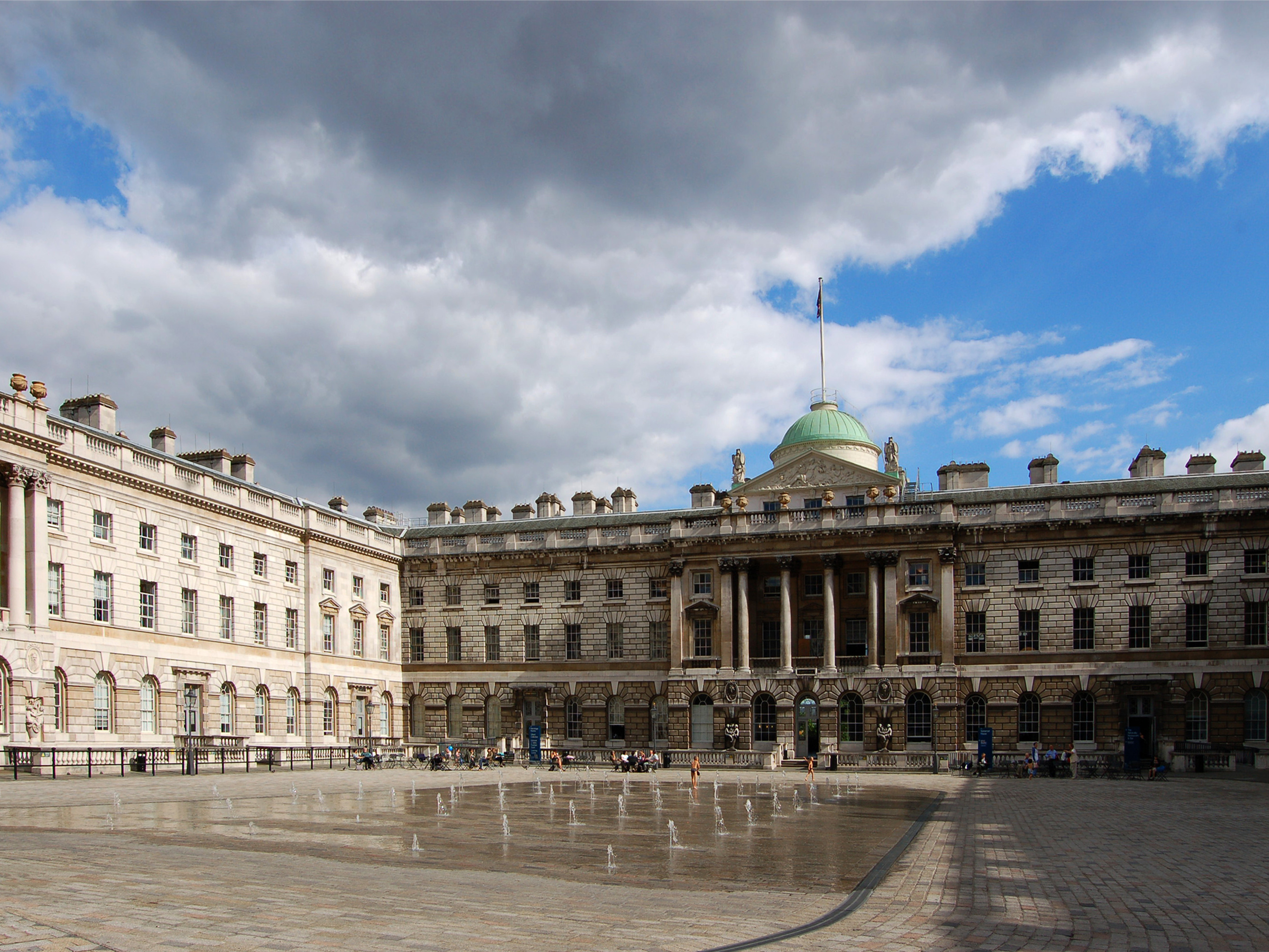
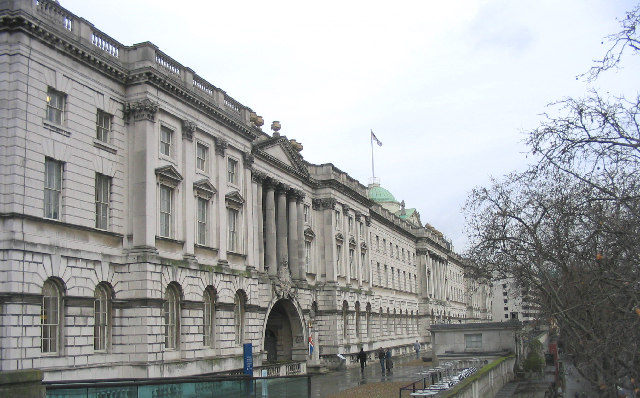
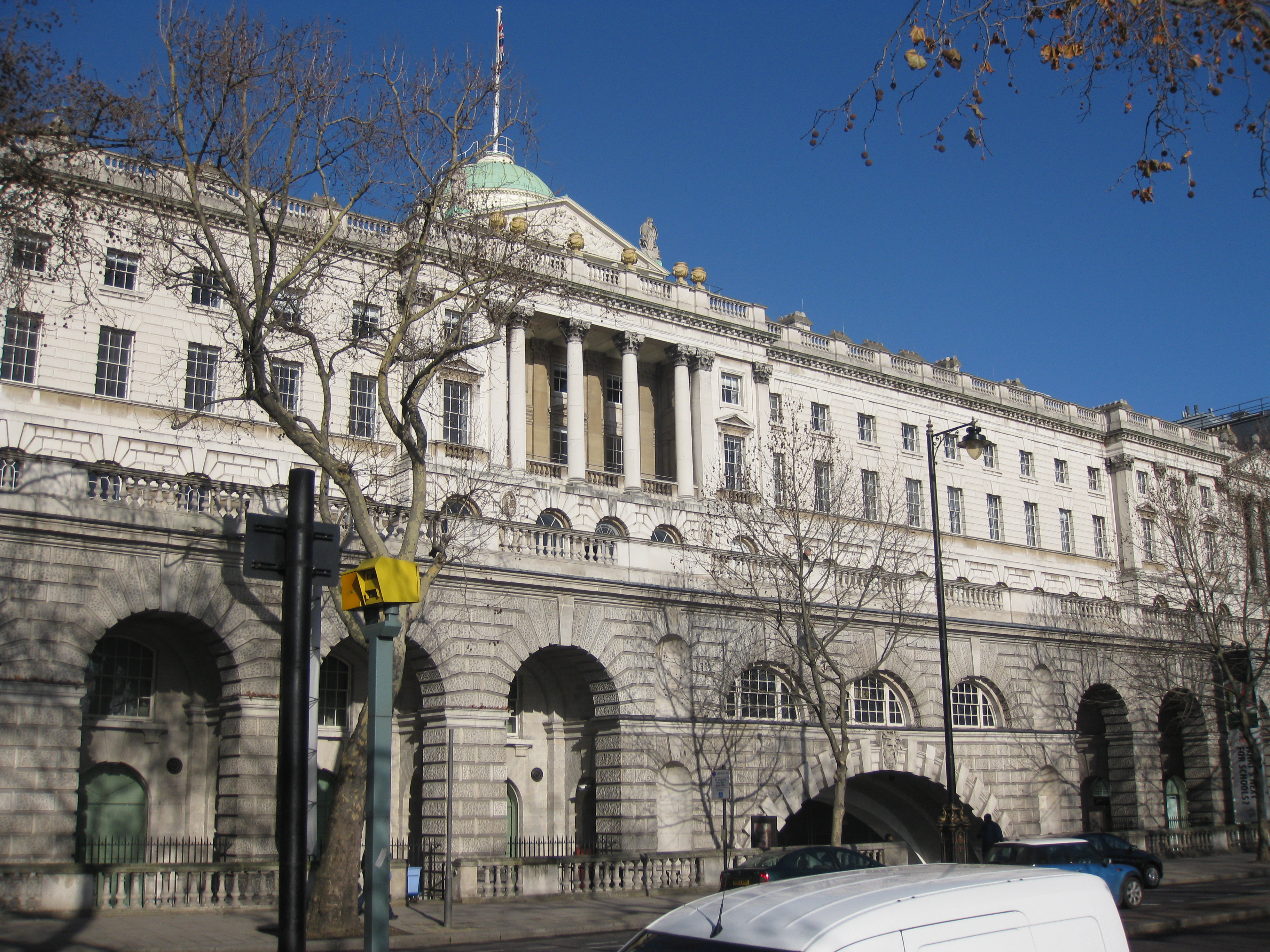
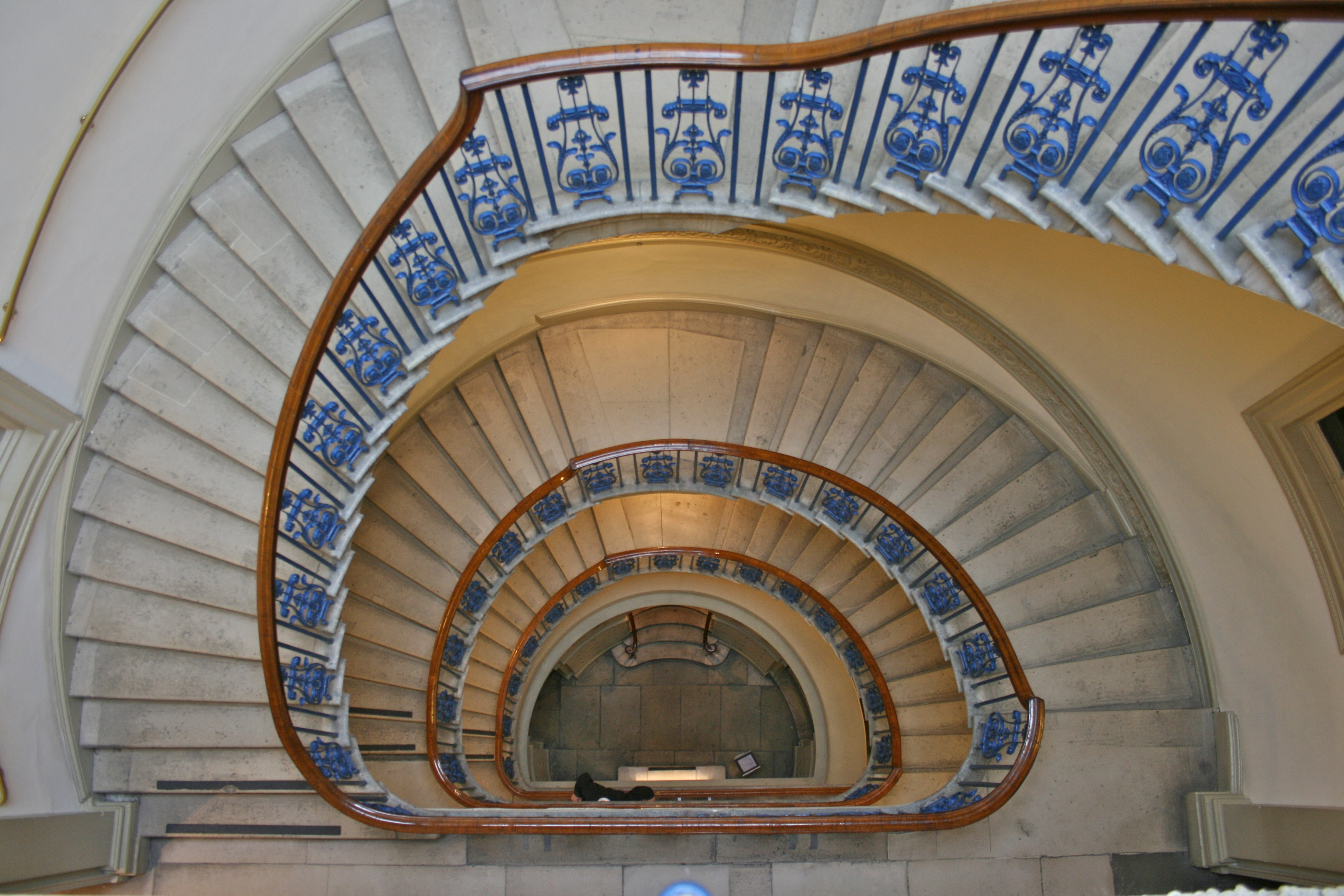
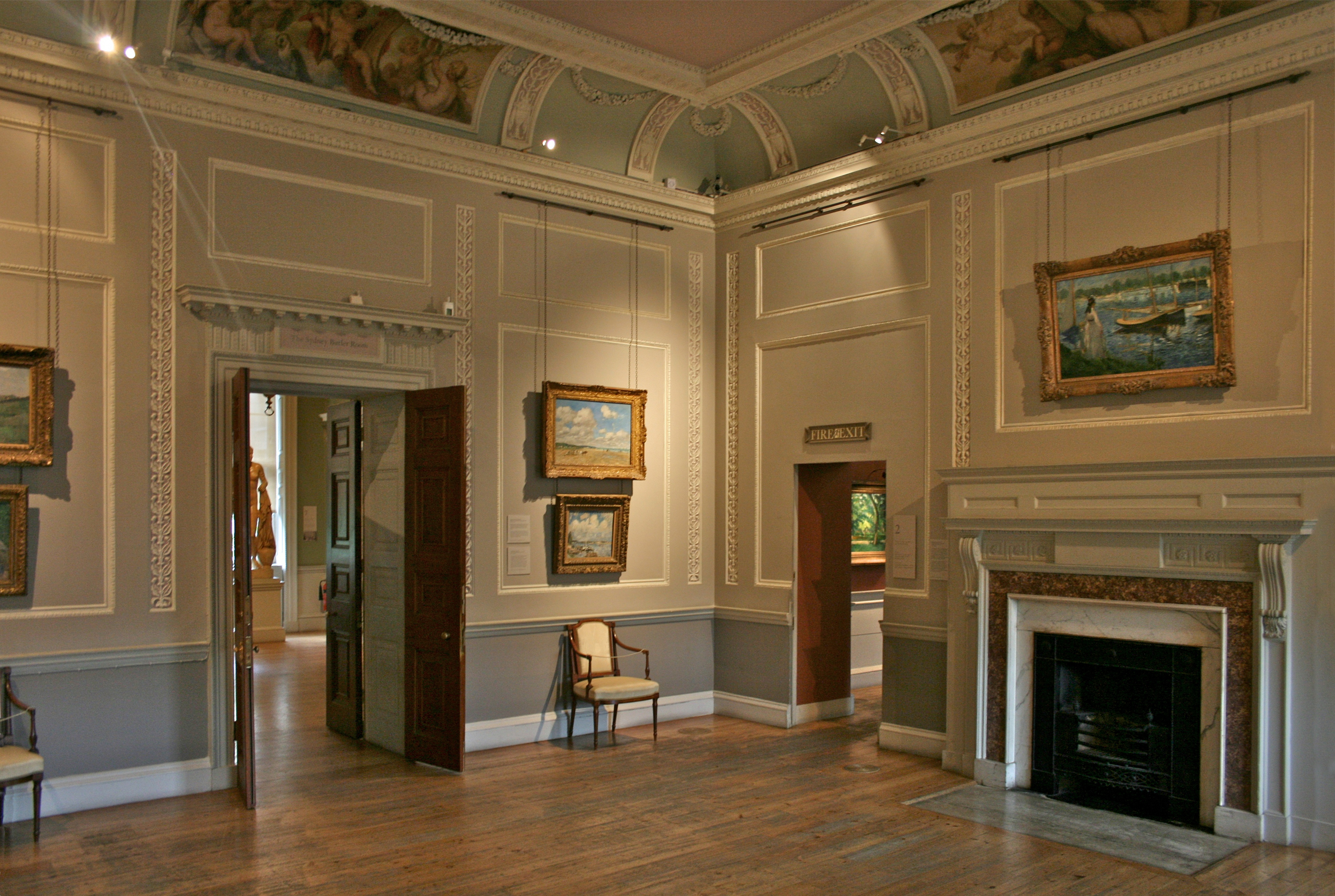
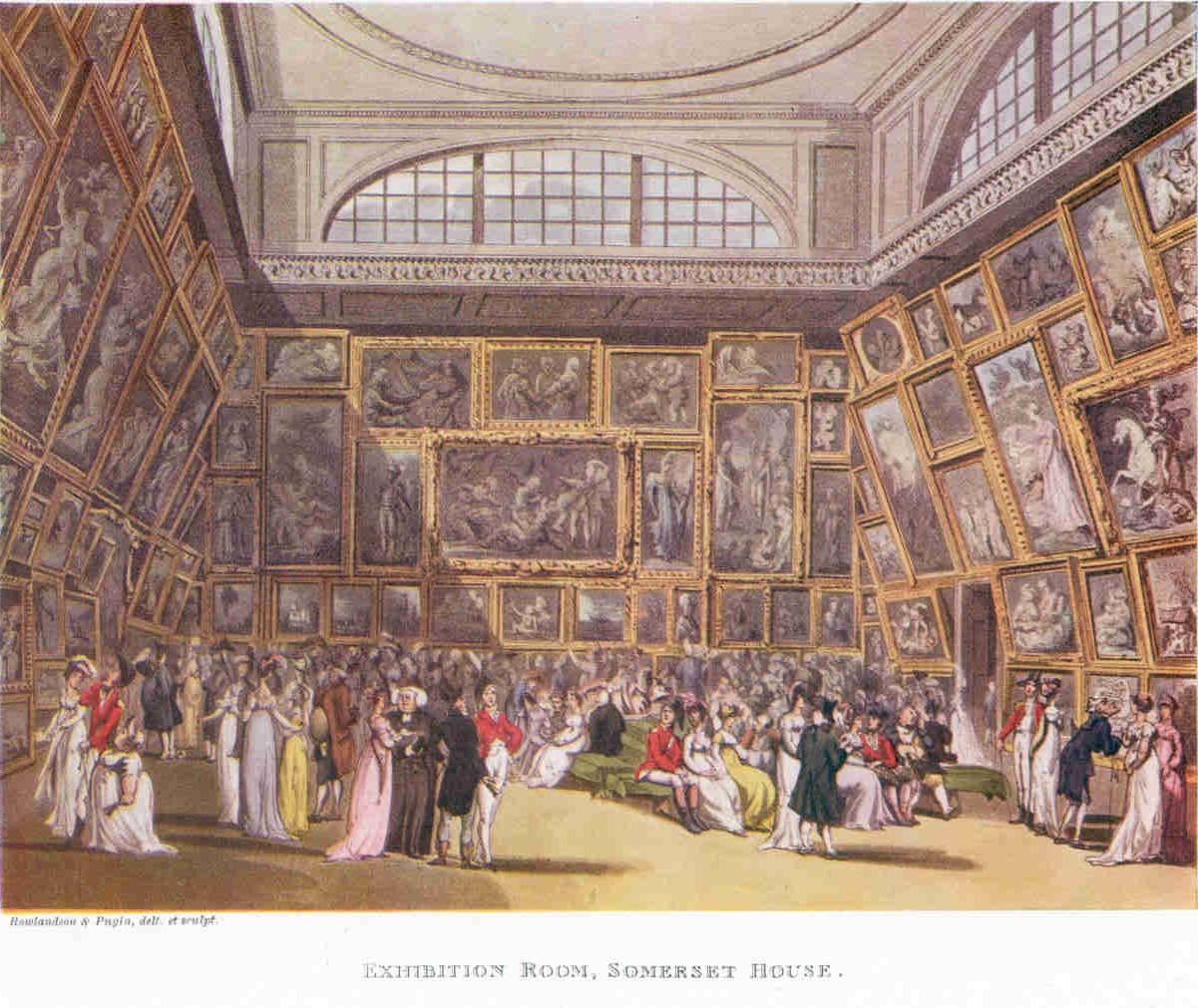
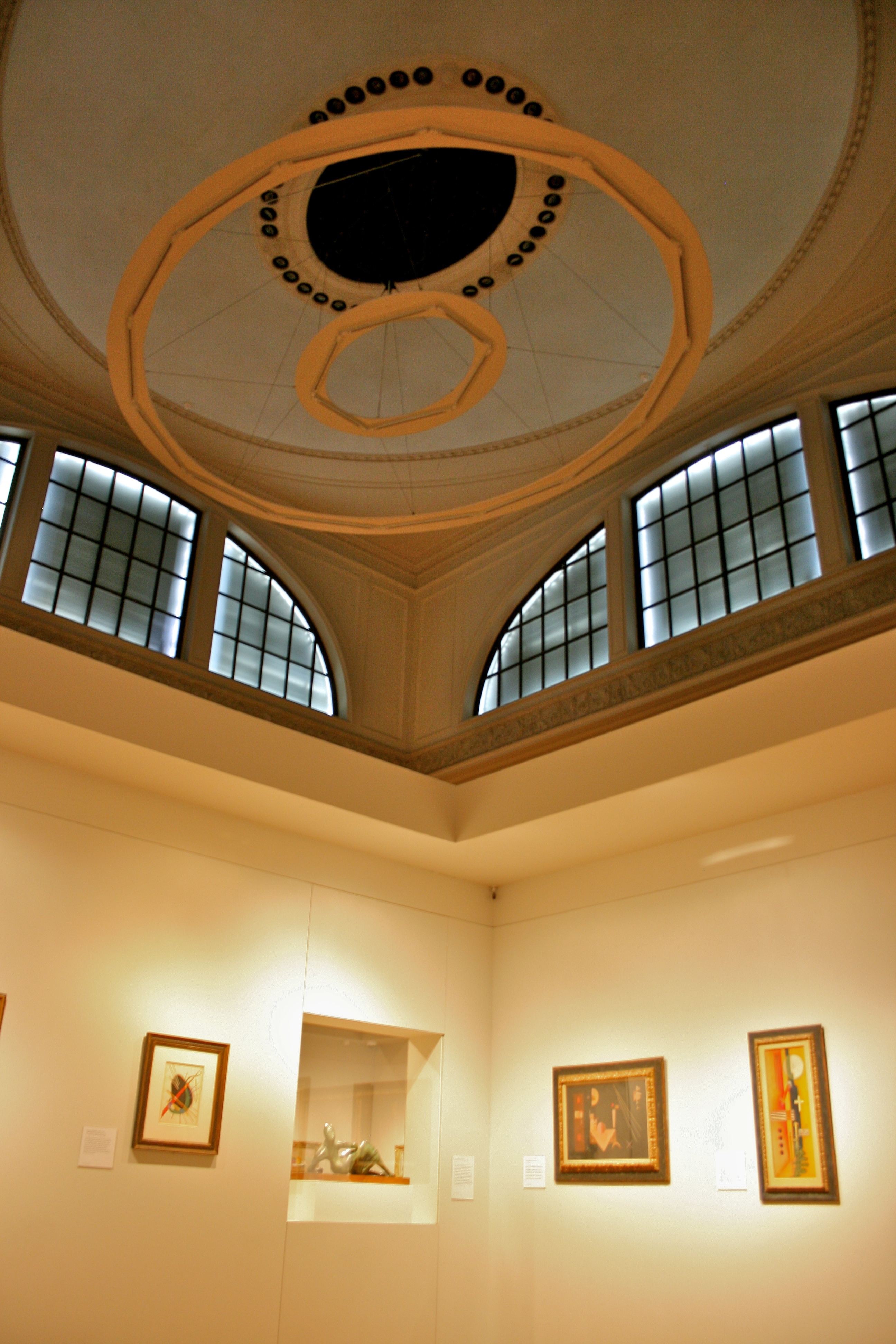
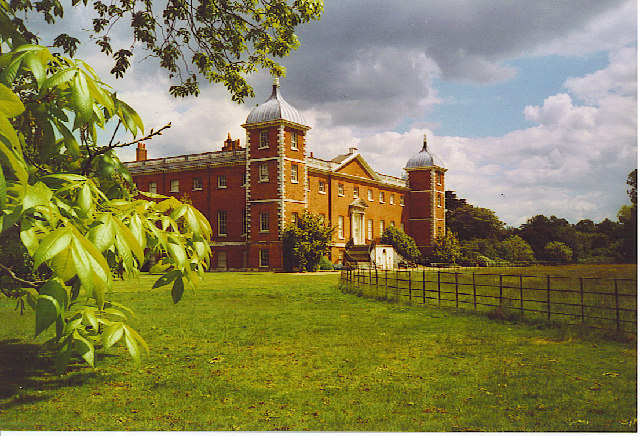
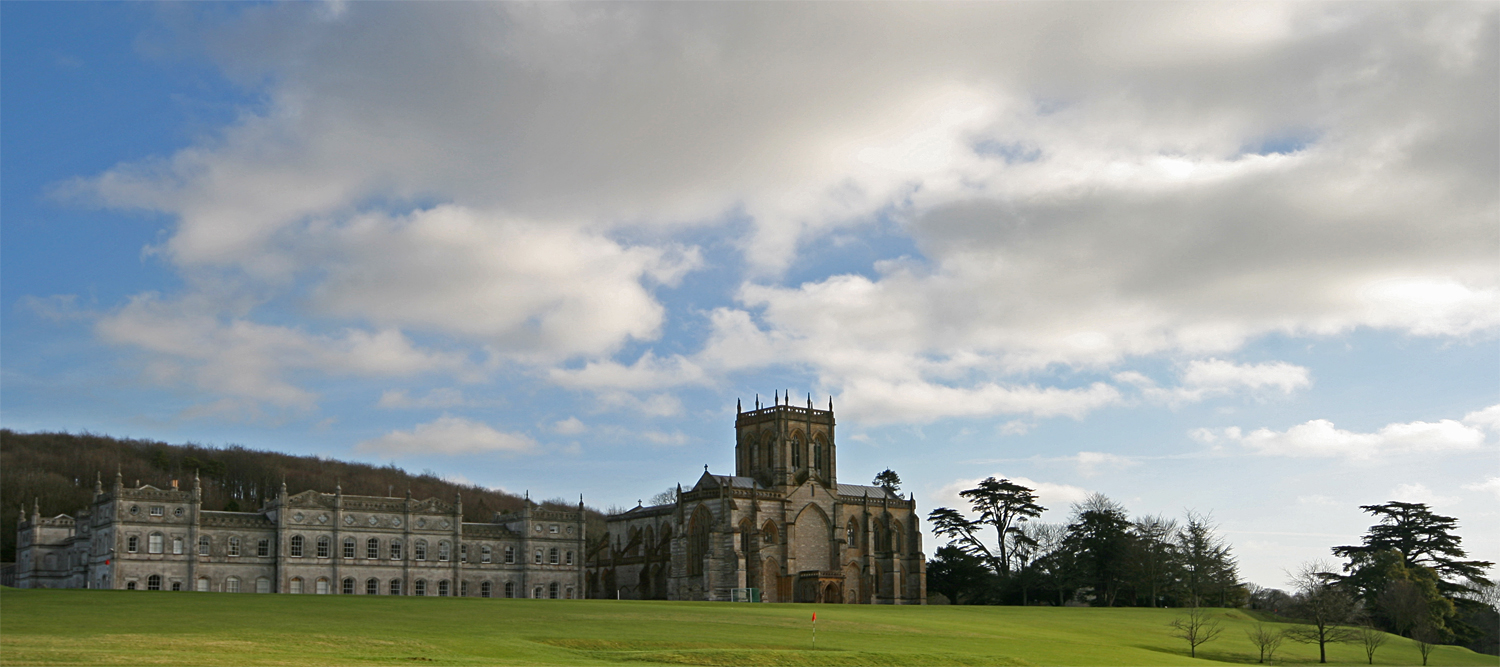
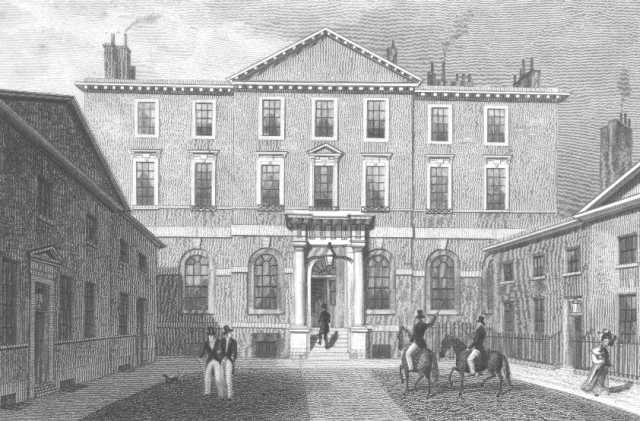
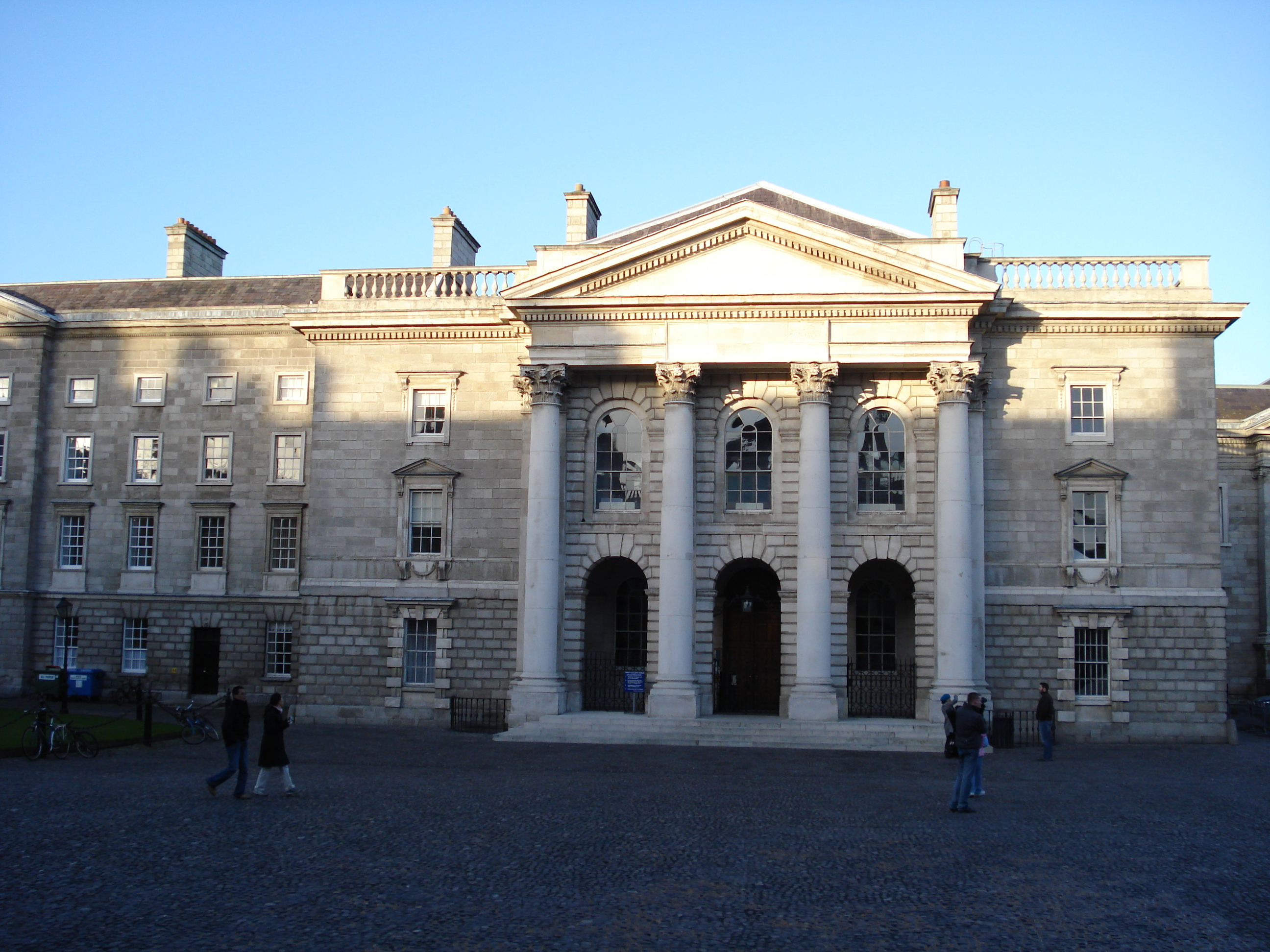